# Walter Guinness

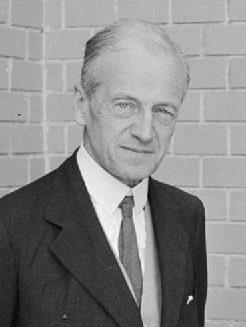
Walter Guinness, Lord Moyne

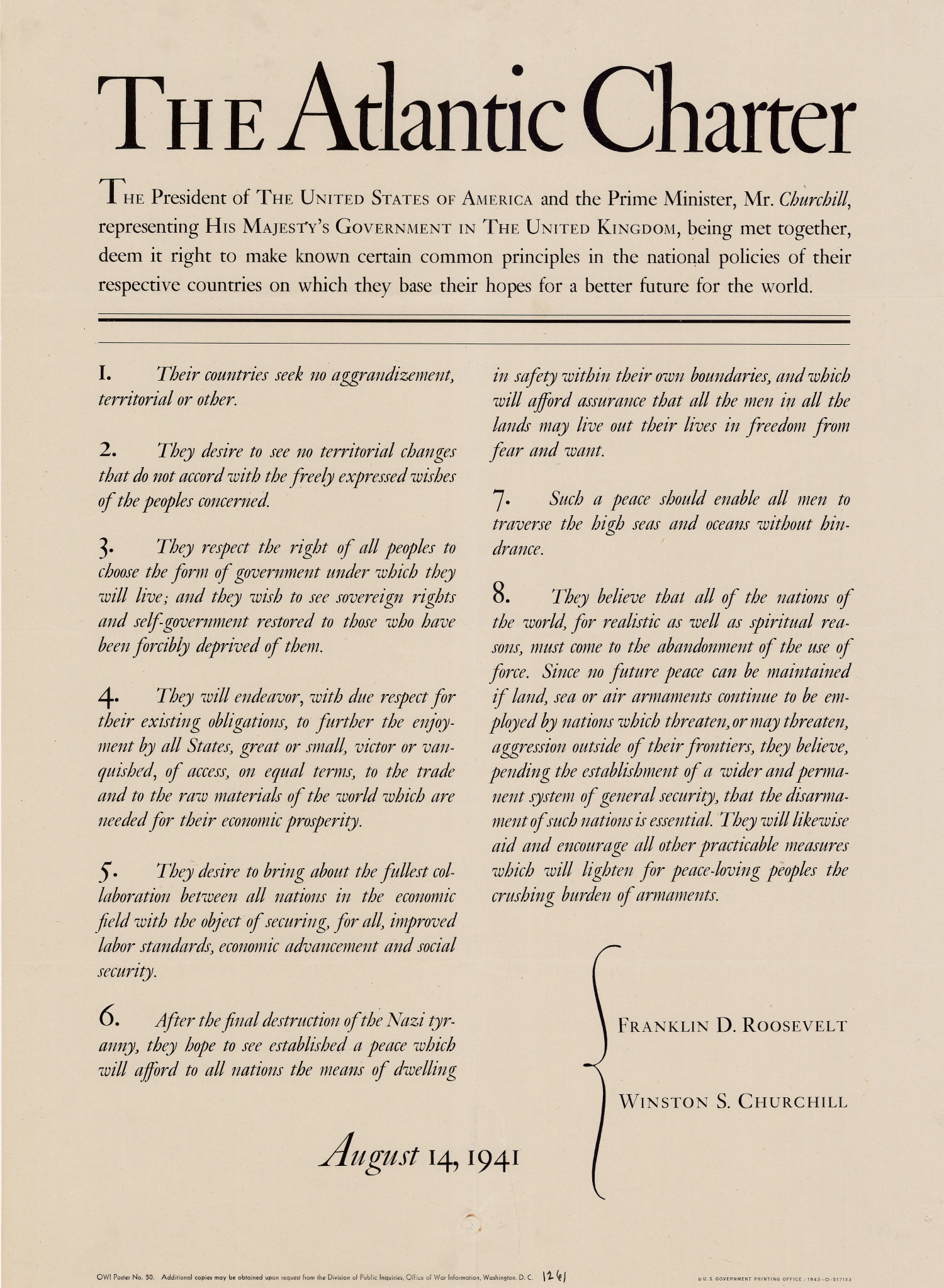
Atlantisch Handvest, 14 augustus 1941

Walter Edward Guinness, sinds 1932 baron Moyne en bekend als Lord Moyne (Dublin, 29 maart 1880 - Caïro, 6 november 1944) was een Brits-Iers politicus en brouwerij-ondernemer. Guinness was de derde zoon van Edward Cecil Guinness, eerste graaf van Iveagh. Zijn vader bezat het grootste deel van de aandelen van de Guinness-brouwerij en gold als rijkste man van Ierland.
Hij was getrouwd met Lady Evelyn Hilda Stuart Erskine, dochter van de Schotse graaf van Buchan. Het paar had drie kinderen.

## Militaire carrière
Walter Guinness nam als vrijwilliger deel aan de Tweede Boerenoorlog. Tijdens deze oorlog werd hij genoemd in een dagorder en ontving de Queen's South Africa Medal. Tijdens de Eerste Wereldoorlog diende hij in Egypte en nam deel aan de Slag om Gallipoli. Vanwege persoonlijke dapperheid in de strijd aan het Westfront werd hij onderscheiden met de Distinguished Service Order (DSO) en vanwege zijn aandeel aan de Derde Slag om Ieper nogmaals met de DSO onderscheiden.

## Politieke carrière
Guinness was lid van de Liberale Unionisten en vanaf 1912 van de Conservative and Unionist Party. Van 1907 tot 1931 was hij voor het kiesdistrict Bury St Edmunds afgevaardigde in het Lagerhuis. In 1922 werd Guinness in de Britse regering opgenomen als staatssecretaris in het Ministerie van Oorlog, vanaf 1924 in het Ministerie van Financiën en in 1925 als minister van Landbouw. In deze tijd sloot hij een persoonlijke vriendschap met Winston Churchill. Na de verkiezingsnederlaag van de conservatieven in 1929 trad hij af. Door zijn verheffing in de adelstand in 1932 werd hij als Lord Moyne lid van het Hogerhuis. In de jaren dertig wijdde hij zich aan de toestand van de Britse koloniën en bracht enige tijd door in Kenia en Brits-West-Indië.
Tijdens de Tweede Wereldoorlog was Lord Moyne van 1941 tot 1942 minister van de Koloniën. Vervolgens werd hij minister van Midden-Oosten-zaken. Hierna werd hij plaatsvervangend minister-resident in Caïro en vanaf januari 1944 tot zijn dood was hij daar miniser-resident, met toezicht over Perzië, het Midden-Oosten inclusief het Britse Mandaatgebied Palestina, en Afrika. Guinness was van mening dat Palestijnen en Joden met elkaar in mandaatgebied Palestina moesten samenleven en voelde niets voor een Joods regime in dat gebied zoals de zionisten voor ogen stond. Dat zou ook niet in overeenstemming zijn met het Atlantisch Handvest.
In mei 1944 werden de Britten door de Hongaarse Jood Joel Brand benaderd met een voorstel van Adolf Eichmann om het leven van 1 miljoen, met name Hongaarse, Joden te sparen in ruil voor de levering van 10.000 vrachtwagens aan Nazi-Duitsland. Dit voorstel werd mede op aanraden van Lord Moyne afgewezen. Nadat Brand door de Britten was vrijgelaten sloot hij zich bij de ondergrondse zionistische Lechi-beweging aan. Lechi zag Moyne als hoofdverantwoordelijke voor het sluiten van de Palestijnse grenzen voor Joodse vluchtelingen en de ramp in 1942 met de Stroema, een schip met 700 vluchtelingen die Groot-Brittannië niet wilde opnemen. Volgens Brand had Moyne over het Duitse voorstel gezegd: Wat moet ik met 1 miljoen Joden? Waar moet ik ze laten?

## Aanslag
Op 6 november 1944 werden Lord Moyne en zijn chauffeur door de Lechi-leden Eliahu Hakim en Eliahu Bet-Zuri in Caïro vermoord. De daders werden begin 1945 ter dood veroordeeld en geëxecuteerd. In 1975 werden de stoffelijke resten van Hakim en Bet-Zuri naar Israël overgebracht en op de Herzlberg bijgezet. Premier Yitzhak Rabin en president Katzir maakten hun opwachting bij de stoffelijke resten, hetgeen een officieel protest van de zijde van Groot-Brittannië opleverde.
- Bibsys: 1634281498277
- Bibliothèque nationale de France: cb17700753v (data)
- Gemeinsame Normdatei: 105530259X
- International Standard Name Identifier: 0000 0000 6699 8337
- Library of Congress Control Number: nr88008973
- Nationale Bibliotheek van Israël: 987007265633805171
- Nederlandse Thesaurus van Auteursnamen: 171626397
- Réseau des bibliothèques de Suisse occidentale: 02-A027072684
- Système universitaire de documentation: 085745421
- Virtual International Authority File: 26907969
- WorldCat: E39PBJt8fHkQYgJ3hTWcBvYXVC